# Provodovice
Provodovice település Csehországban, Přerovi járásban. Provodovice Kelč, Osíčko, Komárno, Horní Újezd, Všechovice és Rouské településekkel határos. Lakosainak száma 160 fő (2024. január 1.).

## Népesség
A település lakosságának változását az alábbi diagram mutatja:
| Lakosok száma | 253  | 249  | 214  | 231  | 189  | 146  | 138  | 143  | 150  | 160  |
|               | 1869 | 1900 | 1921 | 1961 | 1980 | 2011 | 2016 | 2019 | 2021 | 2024 |